# 川口レイジ
川口 レイジ（かわぐち - 、1994年6月29日 - ）日本の男性シンガーソングライター。香川県出身。血液型はA型。

## 来歴
16歳の頃、父親を亡くす。父の遺品からネックの反ったクラシック・ギターを見つける。同じ時期、友人に誘われ音楽活動を開始。動画サイトなどで様々な音楽に触れ、ネットを中心に作品を公開し、路上ライブやライブハウスでの活動も始める。そんな中、ネット上でのパフォーマンスが現在のスタッフの目にとまり、上京し本格的な音楽制作活動をスタート。日本国内にとどまらず、ロサンゼルスと日本を行き来しながら、国内外のプロデューサーやアーティストと音楽制作を行った。
2017年、知人の紹介で「DESPACITO」が当時のグラミー賞にノミネートされたばかりのシンガーソングライターMarty Jamesと出会い、翌年、共作した「R.O.C.K.M.E. ft. Marty James」を発表。
2019年、メジャーデビューEP「Departure」をリリース。
2020年1月、ABCテレビ・テレビ朝日にて放送スタートの速水もこみちが10年ぶりに主演をつとめる連続ドラマ「この男は人生最大の過ちです」の主題歌とエンディングテーマに新曲「I’m a slave for you」「STOP」それぞれの起用が決定。
2021年4月、自身のオフィシャルサイトに「川口レイジについて、活動を休止させていただくことになりました。」と掲載され活動休止を発表。
公式発表では休止理由についての説明はなかった。後に本人のSNSで一時的な体調不良によるものと明かされるが今後の活動については言及していない。

## ディスコグラフィ

### EP
|     | 発売日        | タイトル  | 規格品番                                        |
| --- | ------------- | --------- | ----------------------------------------------- |
| 1st | 2019年7月24日 | Departure | BVCL-980 〜 BVCL-981:初回限定盤 BVCL-982:通常盤 |

## ミュージックビデオ
| 監督名         | 曲名                                              |
| -------------- | ------------------------------------------------- |
| Quick Style    | 「R.O.C.K.M.E. ft. Marty James」(Dave Audé Remix) |
| Spikey John    | 「Like I do」                                     |
| Jonah Schwartz | 「Summers Still Burning」                         |

## タイアップ
| 曲名                | 作品                                                                  |
| ------------------- | --------------------------------------------------------------------- |
| I'm a slave for you | ABCテレビ・テレビ朝日「この男は人生最大の過ちです」主題歌             |
| STOP                | ABCテレビ・テレビ朝日「この男は人生最大の過ちです」エンディングテーマ |

## 主なライブ

### 自主企画
- 2020年3月27日 - Kawaguchi Reiji 1st One-Man Live 「Departure」

### 出演イベント
- 2020年2月15日 - 「LIVE SDD 2020」